# HN Librae
HN Librae (HN Lib / GJ 555 / HIP 71253) es una estrella en la constelación de Libra de magnitud aparente +11,35. Situada a 20,0 años luz de distancia, es una de las 100 estrellas más cercanas al sistema solar.
HN Librae es una enana roja de tipo espectral M3.5V con una temperatura efectiva de 3150 K.
Tiene una masa de 0,22 masas solares y brilla con una luminosidad equivalente al 0,1% de la luminosidad solar.
Su metalicidad, expresada como la relación entre los contenidos de hierro e hidrógeno, es aproximadamente igual a la solar ([Fe/H] = +0,01).
Es una estrella variable del tipo BY Draconis, en donde las fluctuaciones de luminosidad están relacionadas con la presencia de manchas en la superficie u otro tipo de actividad cromosférica. La variación de brillo de HN Librae es de 0,03 magnitudes.
Los sistemas estelares más cercanos a Gliese 555 son Gliese 570, a 3,6 años luz, y Gliese 581, a 4,3 años luz; esta última es una estrella muy similar a HN Librae en donde se han descubierto varios planetas extrasolares. 61 Virginis, enana amarilla análoga al Sol, se encuentra a poco más de 11 años luz de HN Librae.